# Кутателадзе, Иовель Григорьевич
Кутателадзе Иовель Григорьевич (груз. იოველ გრიგოლის ძე ქუთათელაძე; 1 (13) октября 1887, Хони — 15 декабря 1963) — советский фармаколог, Заслуженный деятель науки Грузинской ССР (1941), академик АН Грузинской ССР (1946).

## Биография
Родился 1 (13) октября 1887 года в Хони (Грузия) в дворянской семье. После окончания гимназии некоторое время работал помощником аптекаря, потом уехал учиться в Одессу.
После окончания Новороссийского университета (1910), работал там же до конца 1921 года. В том же году получил должность профессора кафедры фармации. В декабре 1921 г., в связи с открытием университета в Тбилиси, получил предложение возглавить там кафедру.
В 1921—1930 — профессор Тбилисского университета, а с 1930 — Тбилисского медицинского института и одновременно с 1932 директор Тбилисского научно-исследовательского химико-фармацевтического института Министерства здравоохранения СССР.

## Научная деятельность
Работал в области создания новых лекарственных средств, разработки их технологии методов анализа, организации производства. Один из организаторов фармацевтической промышленности Грузии. Разработал способы экстракции и очистки природных физиологически-активных соединений.
Большое внимание уделял изучению природных ресурсов, рациональному использованию и сохранению дикорастущих растений Грузии, введению в культуру ценных растений. Внес большой вклад в подготовку высококвалифицированных кадров, основал научное общество фармацевтов Грузии и был избран его председателем.
Иовелю Кутателадзе принадлежит более 120 научных трудов.

## Награды
В 1941 г. ему было присвоено звание Заслуженного деятеля науки Грузинской ССР.
Награждён орденами Ленина, Трудового Красного Знамени, многими медалями и почётными грамотами.
Имя Кутателадзе присвоено (1964) Институту фармакохимии АН Грузинской ССР.